# Ex chiesa di San Giuseppe (Pellegrino Parmense)
L'ex chiesa di San Giuseppe, dal 2011 auditorium Claudio Costerbosa, è un luogo di culto cattolico sconsacrato dalle forme barocche, situato in via Roma 34 a Pellegrino Parmense, in provincia di Parma e diocesi di Fidenza.

## Storia
Il luogo di culto fu edificato nel 1642 dai frati del vicino convento di San Francesco, quale cappella dipendente dal santuario di Careno.
Nel 1836 la chiesa divenne sede di parrocchia autonoma.
L'edificio, ormai inadeguato, fu sconsacrato nel 1927, al termine dei lavori di costruzione della nuova chiesa di San Giuseppe, e per circa 30 anni fu adibito a granaio a servizio del Consorzio agrario.
Intorno al 1960 l'ex chiesa fu internamente frazionata e trasformata in garage, bar e abitazione, mentre nella navata destra e nella cappella dello stesso lato fu installata una centrale Telecom; intorno al 1995 gli spazi furono lasciati liberi e nel 2003 furono avviati i primi lavori di recupero della struttura, demolendo le murature di tamponamento e chiudendo le aperture incongrue realizzate nelle navate sinistra e centrale; rimase solo la centrale Telecom, che fu però eliminata nel 2004. La parrocchia, proprietaria dell'edificio, si accordò col Comune di Pellegrino Parmense per destinare la struttura a sala civica pubblica; gli interventi, avviati nel 2013 e finanziati dal Comune e dalla Fondazione Cariparma, riguardarono gli interni e la facciata e consentirono anche di riportare alla luce gli affreschi nascosti sotto gli intonaci. Il 16 luglio del 2011 fu inaugurato, alla presenza di varie autorità, il nuovo auditorium, che il 22 ottobre dello stesso anno fu intitolato a Claudio Costerbosa, sindaco di Pellegrino Parmense dal 1842 al 1850 e patriota risorgimentale.

## Descrizione

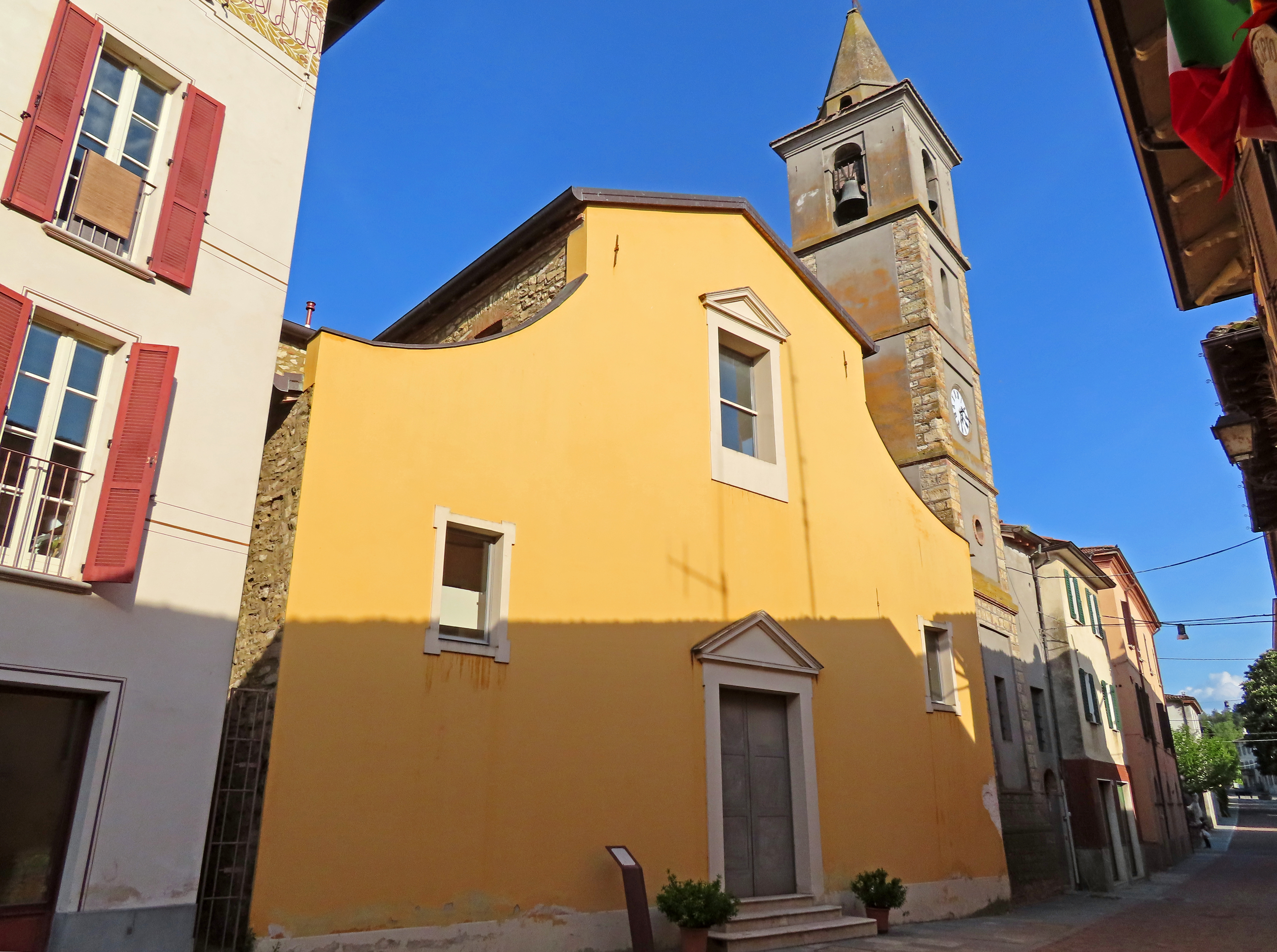
Facciata

L'ex chiesa si sviluppa su un impianto a tre navate, con ingresso a ovest e presbiterio a est.
La simmetrica facciata a salienti, interamente intonacata, è caratterizzata dalla presenza del portale d'accesso centrale, delimitato da una cornice e sormontato da un frontone triangolare; ai fianchi si aprono in corrispondenza delle navate laterali due finestre rettangolari incorniciate, mentre in sommità è collocato nel mezzo un ampio finestrone con cornice e frontone triangolare di coronamento; al centro si sviluppa lungo gli spioventi del tetto il cornicione in lieve aggetto, mentre ai lati si allungano due grandi volute.
Sulla destra si eleva su quattro ordini il campanile, decorato con lesene in pietra sugli spigoli; la cella campanaria si affaccia sulle quattro fronti attraverso monofore ad arco a tutto sesto; a coronamento si erge una guglia conica rivestita in manto di rame.
All'interno la navata centrale, coperta da due volte decorate con affreschi recuperati nel corso del restauro del 2013, è scandita dalle laterali attraverso due ampie arcate a tutto sesto, rette da pilastri.